# 國際相撲總會
國際相撲總會（International Sumo Federation，IFS）是一個成立於1983年，專門管轄國際相撲事務的組織。目前，該組共有88個成員國加盟，旗下的主要比賽有世界冠軍賽。它的總部目前設在日本東京。

## 外部連結
- 官方網站（页面存档备份，存于）